# Antałówka
Antałówka ist ein 940 Meter hoher Berg bei Zakopane in Polen. Auf dem Berg gibt es eine Sendeanlage und einen Skilift. Vom Gipfel aus ergibt sich ein Panoramablick auf Zakopane, das Tatra-Gebirge, Gorce sowie Podhale.
Der Weg zum Berg ist leicht und kurz. Es sind folgende Wanderrouten vorhanden:
- Gelber Weg von ul. Jagiellońska (außerhalb des Aquaparks Zakopane): 15–20 min.
- Gelber Weg von ul. Droga auf den Antałówka: 20 min.